# Johan Schotte
Johan Schotte (1965 – 29 maart 2006) was een Belgisch dirigent, muziekpedagoog en tubaïst.

## Levensloop
Schotte deed zijn studies notenleer, tenortuba, bastuba, harmonie, muziekgeschiedenis en kamermuziek aan het Lemmensinstituut in Leuven. Hij werd lid van de Koninklijke Muziekkapel van de Marine te Oostende en werkte ook als freelance-tubaïst bij verschillende orkesten zoals he Nationaal Orkest van België, het van Robert Groslot opgerichte symfonieorkest Il Novecento, Het Nieuw Vlaams Symfonieorkest en het koperensemble The Art of Brass.
Als docent was hij werkzaam van 1990 tot 1999 aan zijn Alma Mater, het Lemmensinstituut te Leuven en aan de Academie voor Muziek en Woord "Adriaen Willaert" in Roeselare. Hij was ook coördinator van verschillende culturele manifestaties (Heilig Bloedprocessie, Gouden Boomstoet in de stad Brugge).
Als dirigent was hij verbonden aan het Jeugdkoor St.-Pieter in Tielt (1985-1995) aan de Harmonie "Deugd Baart Vreugd" Waardamme (1988-2006), de JET Mini Band (1992-1999) en de JET Symphonic Band, Tielt (1985-2006). 
Ook het muzikaal coördineren van enkele culturele manifestaties zoals de Heilig Bloedprocessie en de Gouden Boomstoet i.o.v. de stad Brugge behoorde tot een van zijn bezigheden. 